# North Leicestershire League
North Leicestershire League là một giải đấu bóng đá Anh nằm ở Leicestershire. Giải đấu thành lập năm 1931 và từng được biết đến với tên Loughborough and District Amateur Football Alliance. Có tổng cộng 4 hạng đấu, trong đó hạng đấu cao nhất, Premier Division, góp đội cho Leicestershire Senior League. Mỗi hạng đấu có một nhà tài trợ khác nhau.

## Nhà vô địch
| Mùa giải  | Premier Division                | Division One            | Division Two              | Division Three                 | Division Four              |
| --------- | ------------------------------- | ----------------------- | ------------------------- | ------------------------------ | -------------------------- |
| 1989–90   | Ravenstone                      | Wheatsheaf              | Grace Dieu United Dự bị   | Ellistown Colliery Dự bị       | Soar Valley Swifts         |
| 1990–91   | Wheatsheaf                      | Grace Dieu United Dự bị | Schlegel UK               | Loughborough Dynamo "A"        | Schlegel UK Dự bị          |
| 1991–92   | Hillside Rangers                | Loughborough Town       | Shepshed Amateurs         | Blackbird Dự bị                | Loughborough Town Dự bị    |
| 1992–93   | Ingles                          | Three Horse Shoes       | Loughborough Dynamo "A"   | Coalville Old Edwardians Dự bị | Groby                      |
| 1993–94   | Hillside Rangers                | West End United         | Charnwood Sportsmen       | Loughborough Town Dự bị        | Rockhouse Rovers           |
| 1994–95   | Ashby Ivanhoe                   | Hathern Three Crowns    | Loughborough Town Dự bị   | East Leake Albion              | Shepshed Amateurs Dự bị    |
| 1995–96   | Ingles                          | Woodhouse Imperial      | Ashby Ivanhoe Dự bị       | Measham Imperial Dự bị         | Hathern Three Crowns Dự bị |
| 1996–97   | Ashby Ivanhoe                   | Ashby Ivanhoe Dự bị     | Markfield Red Lion        | Shelthorpe Kings Church        | Peggs Green Dự bị          |
| 1997–98   | Hillside Rangers                | Ashby Ivanhoe Dự bị     | Measham Imperial          | Groby                          | Crown & Cushion            |
| 1998–99   | Ashby Ivanhoe                   | Measham Imperial        | Shelthorpe Kings Church   | Dynamo Roshal                  | Azzurri                    |
| 1999–2000 | Hathern                         | Shelthorpe Kings Church | Peggs Green               | Azzurri                        | FC Ricks                   |
| 2000–01   | Sileby United WMC               | Kegworth Town           | Ravenstone                | FC Ricks                       | East Leake Villa           |
| 2001–02   | Hathern                         | Azzurri                 | Astrazeneca R&D Charnwood | East Leake Villa               | Peacock United             |
| 2002–03   | Ashby Ivanhoe                   | New Inn Woodville       | East Leake Villa          | Newbold Jubilee                | Sileby United WMC Dự bị    |
| 2003–04   | Hathern                         | Dynamo Roshal           | Sileby Saints             | Sutton Bonington               | Anstey Town 'A'            |
| 2004–05   | Hathern                         | Sileby Saints           | Loughborough Dynamo 'A'   | The Railway                    | Lithuanian-Scandinavian    |
| 2005–06   | Hathern                         | Genesis                 | Radmoor                   | Lithuanian-Scandinavian        | 3M Loughborough            |
| 2006–07   | Sileby Saints                   | Radmoor                 | Newbold Jubilee           | Kegworth Imperial              | Ingles Dự bị               |
| 2007–08   | FC Dynamo                       | Caterpillar             | Whitwick Wanderers        | The Railway EWM                | ATI Garryson Dự bị         |
| 2008–09   | Melton Mowbray Building Society | Falcons                 | Birstall Old Boys         | Ingles Dự bị                   | Whitwick Wanderers Dự bị   |
| 2009–10   | Caterpillar                     | Birstall Old Boys       | Bagworth Colliery         | Greenhill Youth Centre         | Markfield 'A'              |
| 2010–11   | Sileby Saints                   | East Leake Athletic     | Greenhill Youth Centre    | Coalville Labour Club          | Shepshed Amateurs Dự bị    |
| 2011-12   | Falcons                         | Greenhill Youth Centre  | ATI Garryson              | Ferrari                        | Anstey Crown Dự bị         |
| 2012-13   | Anstey Town                     | Loughborough            | Whitwick White Horse      | Loughborough United            | Shelthorpe                 |
| 2013-14   | Ingles                          | Shelthorpe Dynamo       | Ravenstone United         | Mountsorrel Amateurs Dự bị     |                            |

## Các Câu lạc bộ mùa giải 2014–15

### East Goscote Plumbers Premier Division
- East Leake Athletic
- Falcons
- Greenhill Youth Club
- Kegworth Imperial
- Loughborough
- Mountsorrel Amateurs
- Shelthorpe Dynamo
- Sileby Victoria
- Sutton Bonington Academicals
- Thringstone Miners Welfare

### Shedland.co.uk Division One
- Anstey Crown
- Bottesford
- Castle Donington
- Genesis
- Greenhill Youth Club Dự bị
- Ingles Dự bị
- Loughborough Dự bị
- Loughborough United
- Ravenstone United
- Thurmaston Rangers

### Sports Advocate Division Two
- Belton Villa
- Garryson
- Measham Imperial
- Mountsorrel Amateurs Dự bị
- Sileby Saints
- Sileby Working Mens Club
- Sutton Bonington
- Thringstone Miners Welfare Dự bị
- Travellers Rest Church Gresley
- Woodhouse Imperial

### Windmill Trophies Division Three
- Birstall Old Boys
- Castle Donington Dự bị
- Kegworth Imperial Dự bị
- Loughborough 'A'
- Loughborough Emmanuel
- Loughborough United Dự bị
- Mountsorrel
- Nags Head Harby
- Ravenstone United Dự bị
- Shepshed Amateurs
- Sileby Victoria Dự bị
- Woodhouse Imperial Dự bị

## Cup
Giải đấu có 2 giải đấu Cup, Cobbin Trophy và Bonser Trophy. The Cobbin Trophy dành cho tất cả đội chính của các đội, trong khi Bonser Trophy dành cho các đội Dự bị và đội 'A'.

## Các nhà vô địch trước đó
| Mùa giải  | Cobbin Trophy       | Bonser Trophy            |
| --------- | ------------------- | ------------------------ |
| 1980–81   | Markfield Rovers    | Belton Villa Dự bị       |
| 1981–82   | Ingles              | Belton Villa Dự bị       |
| 1982–83   | Thorpe Acre         | Lodge Farm YC Dự bị      |
| 1983–84   | Lodge Farm YC       | Thorpe Acre Dự bị        |
| 1984–85   | Lodge Farm YC       | Lodge Farm YC Dự bị      |
| 1985–86   | Lodge Farm YC       | Lodge Farm YC Dự bị      |
| 1986–87   | Lodge Farm YC       | Belton Villa Dự bị       |
| 1987–88   | Shepshed Athletic   | Lodge Farm YC Dự bị      |
| 1988–89   | Grace Dieu United   | Lodge Farm YC Dự bị      |
| 1989–90   | Ravenstone          | Belton Villa Dự bị       |
| 1990–91   | Wheatsheaf          | Grace Dieu United Dự bị  |
| 1991–92   | Belton Villa        | Ashby Ivanhoe Dự bị      |
| 1992–93   | Hillside Rangers    | Ashby Ivanhoe Dự bị      |
| 1993–94   | Ingles              | Ingles Dự bị             |
| 1994–95   | Ingles              | West End United Dự bị    |
| 1995–96   | Hillside Rangers    | Loughborough Town Dự bị  |
| 1996–97   | Ashby Ivanhoe       | Peggs Green Dự bị        |
| 1997–98   | Ingles              | Loughborough Dynamo "A"  |
| 1998–99   | Woodhouse Imperial  | Birstall Old Boys Dự bị  |
| 1999–2000 | Woodhouse Imperial  | Thurmaston Rangers Dự bị |
| 2000–01   | Hathern             | Birstal Old Boys Dự bị   |
| 2001–02   | Loughborough Towers | Ashby Ivanhoe Dự bị      |
| 2002–03   | -                   | Ashby Ivanhoe Dự bị      |
| 2003–04   | Hathern             | Hathern Dự bị            |
| 2004–05   | Gresley Miners Arms | Hathern Dự bị            |
| 2005–06   | Sileby Saints       | Loughborough Dynamo "A"  |
| 2006–07   | Sileby Saints       | The Railway Dự bị        |
| 2007–08   | Sileby Saints       | ATI Garryson Dự bị       |